# لیون بریتن
لیون جیمز بریتن (انگلیسی: Leon James Britton؛ زادهٔ ۱۶ سپتامبر ۱۹۸۲) بازیکن فوتبال پیشین اهل انگلستان است.

## افتخارات

### باشگاهی
سوانزی سیتی
- لیگ یک فوتبال انگلستان: ۰۸–۲۰۰۷
- لیگ دو فوتبال انگلستان مقام سوم: ۰۵–۲۰۰۴
- جام اتحادیه باشگاه‌های انگلستان: ۱۳–۲۰۱۲